# Поддорский район
По́ддорский район — административно-территориальная единица (район) и муниципальное образование (муниципальный район) в составе Новгородской области Российской Федерации.
Административный центр — село Поддорье.

## География
Район располагается на юго-западе Новгородской области и граничит с четырьмя её районами: Волотовским и Старорусским — на севере и северо-востоке, Марёвским — на востоке и Холмским районом на юге. На западе граничит с Дедовичским (на северо-западе) и Бежаницким (на юго-западе) районами Псковской области.
Площадь территории района — 2954,02 км².
Основные реки — Полисть, Порусья, Редья, Ловать.

## История
С древних времен территория современного Поддорского района входила в состав Новгородской Земли. Крупнейшим поселением во времена новгородской независимости был городок Курск на Ловати, другими церковными и административными центрами территории района были небольшие села Лось на Полисти, Офремово (Ефремово) на  Порусье и Коломно на Ловати. По Ловати проходил путь "из варяг в греки". Со времени составления первых дошедших до нашего времени писцовых описаний (конец XV века) до XVIII века для территории района были характерны мелкие (1-4 двора) деревни, располагавшиеся вдоль рек. Со времени присоединения Новгородской земли к Московскому государству (конец XV в.) территория будущего района административно относилась к "Рускому" (Старорусскому) уезду, и делилась на погосты: Лосский, Офремовский, Коломенский. По Ловати проходила граница Шелонской и Деревской пятин (деление на пятины не совпадало с делением на уезды).
В 1580-е - 1610-е годы территория нынешнего Поддорского района практически полностью обезлюдела в результате эпидемий, Ливонской войны, голода и гражданской войны (Смуты). В середине XVII века территория и крестьяне практически всего Старорусского уезда за исключением Лосского погоста (т.е. территорий по Полисти и западнее) были подарены в вотчину Валдайскому Иверскому монастырю .
Во второй половине 1820-х годов на территории современного Поддорского района были организованы военные поселения и все крестьяне были зачислены в солдаты. В 1857 году военные поселения были упразднены, а крестьяне перешли в подчинение Министерства Уделов 
До 1927 года эта территория — Поддорская волость Старорусского уезда:
- до 1927 года Новгородской губернии,
- с 1921 года по 1926 год в т.ч и в составе Северо-Западной области, куда входила губерния
- c 1 января 1927 года по 31 июля 1927 года Новгородского округа Ленинградской области.

Поддорский район Новгородского округа Ленинградской области был образован Постановлением ВЦИК от 1 августа 1927 года. В состав района вошли следующие сельсоветы бывшего Старорусского уезда:
- из Воскресенской волости: Векшинский, Слугинский
- из Перегинской волости: Астратовский, Большелашковский, Городнянский, Краснослудский, Курский, Люблинский, Перегинский, Язвищский
- из Поддорской волости: Бураковский, Кокачевский, Малояблоновский, Марковский, Наволокский, Нивский, Поддорский, Порученский, Репушинский.

В ноябре 1928 года Кокачевский с/с был переименован в Высоковский, Малояблоновский — в Сокольский, Нивский — в Филистовский, Порученский — в Долговский. Образованы Голузинский, Коломенский и Костковский с/с. Упразднены Астратовский, Марковский, Репушинский и Слугинский с/с.
По постановлению Президиума ВЦИК от 20 сентября 1931 года к Поддорскому району присоединили Белебёлковский район (Белебёлковский, Великосельский, Заозерский, Зелемский, Кривецкий, Лосский, Переездовский, Переходский, Прудский и Ямновский с/с).
В 1931—1932 годах Большелашковский с/с был переименован в Лашковский. В 1934—1936 годах Филистовский с/с был переименован в Нивский.
Указом Президиума Верховного Совета РСФСР от 11 марта 1941 года Белебёлковский район был восстановлен за счёт разукрупнения Поддорского и Дедовичского районов. Из Поддорского района в него были переданы Белебёлковский, Великосельский, Заозерский, Зелемский, Кривецкий, Лосский, Переездовский, Переходский, Прудский и Ямновский с/с.
Указом Президиума Верховного Совета СССР от 5 июля 1944 года была образована самостоятельная Новгородская область и Поддорский район вошёл в её состав.
31 мая 1945 года центр района был перенесён в село Перегино, но уже 19 декабря 1949 года он был возвращён в Поддорье.
8 июня 1954 года были упразднены Векшинский, Высоковский, Голузинский, Долговский, Костьковский, Краснослудский, Лашковский и Сокольский с/с.
1 июня 1959 года был упразднён Бураковский с/с. 9 апреля 1960 года упразднён Коломенский с/с.
По Указу Президиума Верховного Совета РСФСР от 22 июля 1961 года был упразднён Белебёлковский район с передачей территории в состав Поддорского района (Белебёлковский, Заозерский, Зелемский, Кривецкий, Лосский, Переездовский, Переходский, Полистовский, Прудский и Ямновский с/с).
В 1963 году Поддорский район был упразднён с передачей территории в Холмский сельский район.
Указом Президиума Верховного Совета РСФСР от 3 ноября 1965 года из части территории Холмского сельского района был вновь воссоздан Поддорский район. В него вошли сельсоветы Белебёлковский, Городнянский, Заозерский, Зелемский, Курский, Лосский, Люблинский, Нивский, Перегинский, Переездовский, Переходский, Поддорский, Полистовский, Прудский, Язвищенский и Ямновский.
28 июня 1967 года был образован Бураковский с/с.
9 марта 1971 года был упразднён Прудский с/с. 15 января 1973 года упразднён Ямновский с/с. 24 мая 1976 года упразднён Городнянский с/с. 14 августа 1979 года упразднены Зелемский, Лосский и Полистовский с/с. 18 сентября 1981 года упразднены Курский и Переходский с/с. 12 сентября 1984 года упразднён Язвищенский с/с.
16 февраля 1987 года Люблинский с/с был переименован в Селеевский. 18 октября 1989 года Сокольский с/с был переименован в Масловский.

## Население
| 2002  | 2005  | 2006  | 2007  | 2008  | 2009  | 2010  | 2012  | 2013  |
| ----- | ----- | ----- | ----- | ----- | ----- | ----- | ----- | ----- |
| 5610  | ↘5254 | ↘5107 | ↘4972 | ↘4890 | ↘4813 | ↘4645 | ↘4484 | ↘4397 |
| 2014  | 2015  | 2016  | 2017  | 2018  | 2019  | 2020  | 2021  |       |
| ↘4365 | ↘4295 | ↘4172 | ↘4040 | ↘3934 | ↘3832 | ↘3695 | ↘3387 |       |

Поддорский муниципальный район — самый малонаселённый район Новгородской области.
Национальный состав
По итогам переписи населения 2020 года проживали следующие национальности (национальности менее 0,1 % и другое, см. в сноске к строке «Другие»):
| Национальность | Численность, чел. | Доля     |
| -------------- | ----------------- | -------- |
| Русские        | 3154              | 93,12 %  |
| Украинцы       | 38                | 1,12 %   |
| Аварцы         | 21                | 0,62 %   |
| Цыгане         | 13                | 0,38 %   |
| Чеченцы        | 13                | 0,38 %   |
| Белорусы       | 8                 | 0,24 %   |
| Узбеки         | 8                 | 0,24 %   |
| Армяне         | 6                 | 0,18 %   |
| Азербайджанцы  | 5                 | 0,15 %   |
| Чуваши         | 4                 | 0,12 %   |
| Молдаване      | 4                 | 0,12 %   |
| Лезгины        | 4                 | 0,12 %   |
| Другие         | 109               | 3,21 %   |
| Итого          | 3387              | 100,00 % |

## Административно-муниципальное устройство
В Поддорский район в рамках административно-территориального устройства входят 3 поселения как административно-территориальные единицы области.
В рамках муниципального устройства, одноимённый Поддорский муниципальный район включает 3 муниципальных образования со статусом сельских поселений:
| № | Поселение      | Административный центр | Количество населённых пунктов | Население (чел.) | Площадь (км²) |
| - | -------------- | ---------------------- | ----------------------------- | ---------------- | ------------- |
| 1 | Белебёлковское | село Белебёлка         | 69                            | ↘719             | 1131,00       |
| 2 | Поддорское     | село Поддорье          | 49                            | ↘2267            | 1124,50       |
| 3 | Селеевское     | деревня Селеево        | 37                            | ↘401             | 698,52        |

### Населённые пункты
В Поддорском районе 154 населённых пункта.
| №   | Населённый пункт  | Тип     | Население | Поселение      |
| --- | ----------------- | ------- | --------- | -------------- |
| 1   | Андроново         | деревня | 9         | Поддорское     |
| 2   | Астратово         | деревня | 2         | Селеевское     |
| 3   | Байнище           | деревня | 0         | Белебёлковское |
| 4   | Безлово           | деревня | 2         | Селеевское     |
| 5   | Белебёлка         | село    | ↘345      | Белебёлковское |
| 6   | Белохново         | деревня | 1         | Селеевское     |
| 7   | Берёзка           | деревня | 1         | Белебёлковское |
| 8   | Блазниха          | деревня | 3         | Селеевское     |
| 9   | Бойково           | деревня | 0         | Белебёлковское |
| 10  | Большие Язвищи    | деревня | 14        | Селеевское     |
| 11  | Большие Ясны      | деревня | 10        | Белебёлковское |
| 12  | Большое Пухово    | деревня | 0         | Белебёлковское |
| 13  | Большое Шелудково | деревня | 8         | Белебёлковское |
| 14  | Борисоглеб        | деревня | 7         | Поддорское     |
| 15  | Борок             | деревня | 0         | Белебёлковское |
| 16  | Бураково          | деревня | 187       | Поддорское     |
| 17  | Быстрый Берег     | деревня | 0         | Белебёлковское |
| 18  | Бычково           | деревня | 0         | Белебёлковское |
| 19  | Векшино           | деревня | 32        | Поддорское     |
| 20  | Великое Село      | деревня | 7         | Белебёлковское |
| 21  | Верхняя Пустошка  | деревня | 1         | Селеевское     |
| 22  | Вещанка           | деревня | 18        | Поддорское     |
| 23  | Виджа             | деревня | 2         | Белебёлковское |
| 24  | Виска             | деревня | 2         | Белебёлковское |
| 25  | Вичевицы          | деревня | 0         | Поддорское     |
| 26  | Власово           | деревня | 0         | Поддорское     |
| 27  | Воротавино        | деревня | 3         | Селеевское     |
| 28  | Выкрасово         | деревня | 0         | Белебёлковское |
| 29  | Головенька        | деревня | 0         | Селеевское     |
| 30  | Голузино          | деревня | 1         | Селеевское     |
| 31  | Горижа            | деревня | 0         | Белебёлковское |
| 32  | Горки             | деревня | 0         | Селеевское     |
| 33  | Городня           | деревня | 0         | Селеевское     |
| 34  | Городок           | деревня | 22        | Поддорское     |
| 35  | Горушка           | деревня | 3         | Поддорское     |
| 36  | Гривы             | деревня | 5         | Поддорское     |
| 37  | Гридино           | деревня | 0         | Белебёлковское |
| 38  | Гринево           | деревня | 46        | Поддорское     |
| 39  | Губино            | деревня | 3         | Селеевское     |
| 40  | Гусево            | деревня | 0         | Поддорское     |
| 41  | Гусево-1          | деревня | 0         | Белебёлковское |
| 42  | Гусево-2          | деревня | 6         | Белебёлковское |
| 43  | Добранцево        | деревня | 0         | Поддорское     |
| 44  | Добранцево        | деревня | 0         | Селеевское     |
| 45  | Дубовая           | деревня | 2         | Поддорское     |
| 46  | Ельно             | деревня | 0         | Поддорское     |
| 47  | Еремкино          | деревня | 0         | Поддорское     |
| 48  | Жемчугово         | деревня | 3         | Поддорское     |
| 49  | Заозерье          | деревня | 132       | Белебёлковское |
| 50  | Заполье           | деревня | 0         | Поддорское     |
| 51  | Заречье           | деревня | 0         | Селеевское     |
| 52  | Заручевье         | деревня | 3         | Селеевское     |
| 53  | Зелема            | деревня | 0         | Белебёлковское |
| 54  | Зеленково         | деревня | 1         | Поддорское     |
| 55  | Зимник            | деревня | 11        | Белебёлковское |
| 56  | Игнатово          | деревня | 0         | Белебёлковское |
| 57  | Каковка           | деревня | 1         | Селеевское     |
| 58  | Каменка           | деревня | 2         | Белебёлковское |
| 59  | Карабинец         | деревня | 25        | Белебёлковское |
| 60  | Кирьково          | деревня | 8         | Селеевское     |
| 61  | Княщино           | деревня | 0         | Селеевское     |
| 62  | Ковалевка         | деревня | 0         | Белебёлковское |
| 63  | Коломно           | деревня | 1         | Селеевское     |
| 64  | Костелево         | деревня | 41        | Белебёлковское |
| 65  | Крапивенка        | деревня | 6         | Белебёлковское |
| 66  | Красный Луг       | деревня | 8         | Белебёлковское |
| 67  | Кремно            | деревня | 3         | Поддорское     |
| 68  | Кстечки           | деревня | 11        | Белебёлковское |
| 69  | Кулаково          | деревня | 2         | Поддорское     |
| 70  | Кулики            | деревня | 0         | Селеевское     |
| 71  | Курско            | деревня | 1         | Селеевское     |
| 72  | Леша              | деревня | 1         | Белебёлковское |
| 73  | Лисичкино         | деревня | 36        | Поддорское     |
| 74  | Лисьи Горки       | деревня | 7         | Белебёлковское |
| 75  | Литвиново         | деревня | 58        | Белебёлковское |
| 76  | Лобыни            | деревня | 13        | Селеевское     |
| 77  | Лопастино         | деревня | 3         | Поддорское     |
| 78  | Лускарево         | деревня | 0         | Поддорское     |
| 79  | Любец             | деревня | 3         | Белебёлковское |
| 80  | Люблино           | деревня | 25        | Селеевское     |
| 81  | Малахново         | деревня | 7         | Белебёлковское |
| 82  | Малая Коровенка   | деревня | 2         | Белебёлковское |
| 83  | Малое Пухово      | деревня | 3         | Белебёлковское |
| 84  | Малое Шелудково   | деревня | 2         | Белебёлковское |
| 85  | Малые Язвищи      | деревня | 1         | Селеевское     |
| 86  | Малые Ясны        | деревня | 4         | Белебёлковское |
| 87  | Марково           | деревня | 3         | Белебёлковское |
| 88  | Масловское        | село    | 439       | Поддорское     |
| 89  | Минцево           | деревня | 81        | Поддорское     |
| 90  | Михайлово         | деревня | 0         | Поддорское     |
| 91  | Молчаново         | деревня | 0         | Селеевское     |
| 92  | Мостище           | деревня | 3         | Поддорское     |
| 93  | Нивки             | деревня | 135       | Поддорское     |
| 94  | Овчинниково       | деревня | 0         | Селеевское     |
| 95  | Одинцово          | деревня | 5         | Поддорское     |
| 96  | Озерки            | деревня | 0         | Поддорское     |
| 97  | Паньковка         | деревня | 9         | Селеевское     |
| 98  | Переводово        | деревня | 5         | Белебёлковское |
| 99  | Перегино          | деревня | 162       | Селеевское     |
| 100 | Переезд           | деревня | 92        | Белебёлковское |
| 101 | Перетерье         | деревня | 0         | Белебёлковское |
| 102 | Переходы          | деревня | 32        | Белебёлковское |
| 103 | Пески             | деревня | 0         | Поддорское     |
| 104 | Петихино          | деревня | 4         | Поддорское     |
| 105 | Петрово           | деревня | 4         | Белебёлковское |
| 106 | Поддорье          | село    | ↘1860     | Поддорское     |
| 107 | Подсосонье        | деревня | 8         | Белебёлковское |
| 108 | Полтораново       | деревня | 0         | Поддорское     |
| 109 | Починки           | деревня | 2         | Белебёлковское |
| 110 | Протоки           | деревня | 0         | Белебёлковское |
| 111 | Пустошка          | деревня | 0         | Поддорское     |
| 112 | Репино            | деревня | 1         | Белебёлковское |
| 113 | Речки             | деревня | 8         | Белебёлковское |
| 114 | Ржаные Роги       | деревня | 8         | Белебёлковское |
| 115 | Ровно             | деревня | 2         | Белебёлковское |
| 116 | Рукаты            | деревня | 12        | Белебёлковское |
| 117 | Ручьи             | деревня | 0         | Поддорское     |
| 118 | Рябково           | деревня | 0         | Поддорское     |
| 119 | Рябково           | деревня | 15        | Селеевское     |
| 120 | Рябьи Роги        | деревня | 2         | Белебёлковское |
| 121 | Селеево           | деревня | 320       | Селеевское     |
| 122 | Сенцово           | деревня | 4         | Белебёлковское |
| 123 | Сидорово          | деревня | 5         | Белебёлковское |
| 124 | Скопино           | деревня | 9         | Белебёлковское |
| 125 | Слугино           | деревня | 2         | Селеевское     |
| 126 | Соколье           | деревня | 20        | Поддорское     |
| 127 | Сорокино          | деревня | 5         | Белебёлковское |
| 128 | Сосново           | деревня | 8         | Поддорское     |
| 129 | Старобенка        | деревня | 11        | Белебёлковское |
| 130 | Старокурско       | деревня | 6         | Селеевское     |
| 131 | Стехново          | деревня | 6         | Селеевское     |
| 132 | Сушица            | деревня | 3         | Белебёлковское |
| 133 | Теляткино         | деревня | 0         | Селеевское     |
| 134 | Теребыни          | деревня | 0         | Селеевское     |
| 135 | Трофимово         | деревня | 3         | Поддорское     |
| 136 | Трубичино         | деревня | 7         | Белебёлковское |
| 137 | Трупехино         | деревня | 1         | Поддорское     |
| 138 | Тугино            | деревня | 41        | Поддорское     |
| 139 | Усадьба           | деревня | 12        | Поддорское     |
| 140 | Устье             | деревня | 9         | Поддорское     |
| 141 | Филистово         | деревня | 23        | Поддорское     |
| 142 | Холстинка         | деревня | 22        | Белебёлковское |
| 143 | Черна             | деревня | 27        | Белебёлковское |
| 144 | Шалыжино          | деревня | 0         | Селеевское     |
| 145 | Шахово            | деревня | 3         | Белебёлковское |
| 146 | Шеляпино          | деревня | 3         | Белебёлковское |
| 147 | Шернино           | деревня | 1         | Белебёлковское |
| 148 | Шестово           | деревня | 20        | Белебёлковское |
| 149 | Шкворово          | деревня | 9         | Белебёлковское |
| 150 | Шушелово          | деревня | 0         | Белебёлковское |
| 151 | Юрьево            | деревня | 2         | Поддорское     |
| 152 | Яблоново          | деревня | 3         | Поддорское     |
| 153 | Ямно              | деревня | 1         | Поддорское     |
| 154 | Яхоновка          | деревня | 1         | Белебёлковское |

### Упразднённые населённые пункты
- Вязки — упразднённая в 2025 году деревня[23].

## Экономика

### Промышленность
- Основное промышленное предприятие района — Поддорский маслодельный завод.

### Сельскохозяйственное производство
- 3 сельскохозяйственных предприятия;
- 13 крестьянских хозяйств;
- 1733 личных подсобных хозяйств.

### Экономическая политика
С 1997 года в Поддорском муниципальном районе, наряду с Батецким, Волотовским и Марёвским, действует льготный налоговый режим для товаропроизводителей.

## Транспорт
- Основной вид транспорта автомобильный. Общая протяжённость автомобильных дорог — 155,3 километра.
- Удалённость райцентра от ближайшей железнодорожной станции (Старая Русса) — 64 км.

## Культура
- Центр физической культуры и спорта «Лидер»
- Музыкальная школа
- Районный Дом культуры
- Централизованная библиотечная система
- Межпоселенческое социально-культурное объединение

## Достопримечательности
На территории района находится природный заповедник «Рдейский», созданный в 1994 году с целью сохранения и изучения уникального массива сфагновых болот южной тайги Европейской части России, редких и исчезающих видов растений и животных. На территории заповедника представлены все виды болотных экосистем.